# Antoni Langer

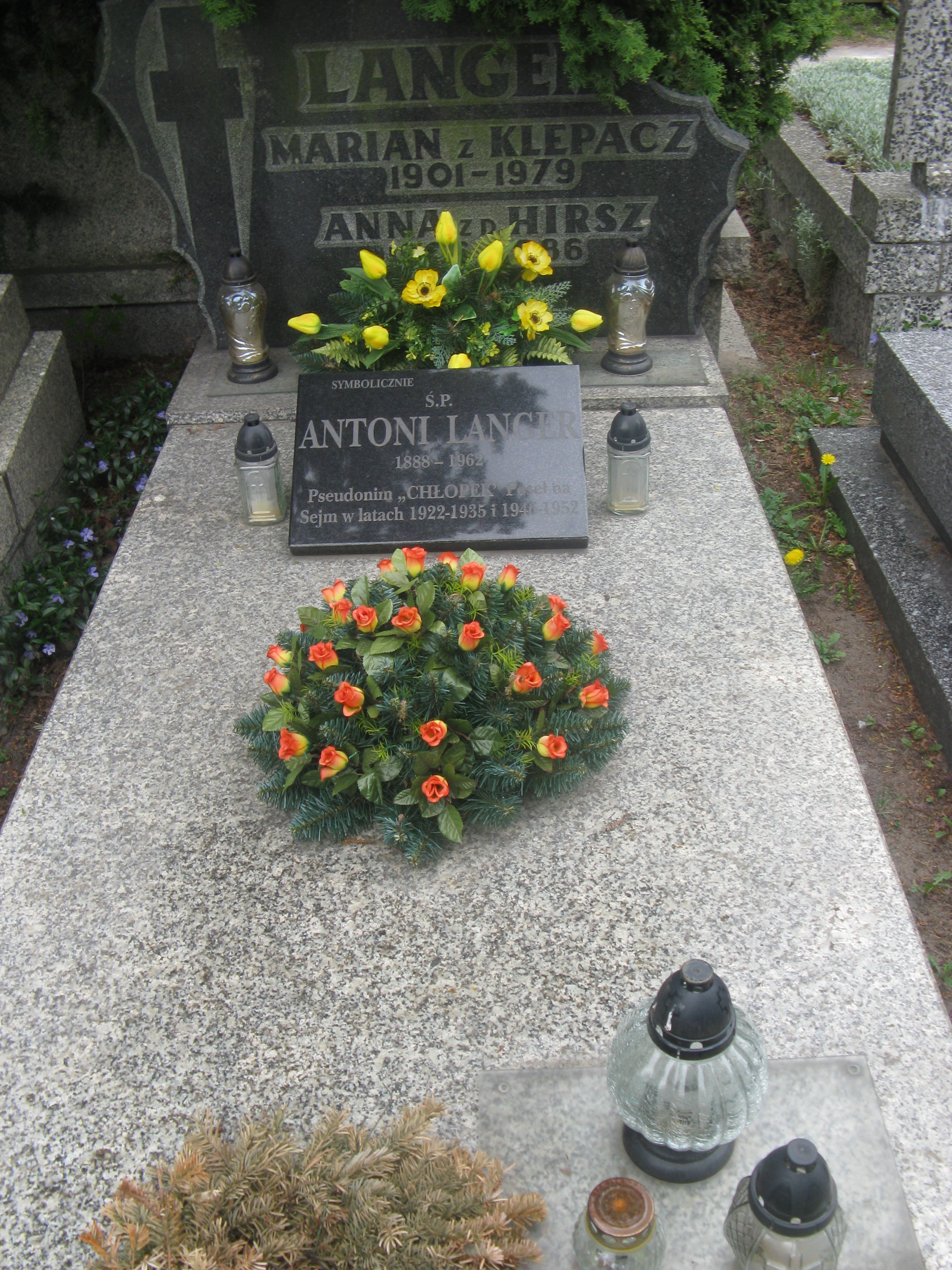
Grób symboliczny Antoniego Langera na cmentarzu Wojskowym na Powązkach

Antoni Langer (ur. 5 marca 1888 w Pakosławiu, zm. 21 sierpnia 1962 w Bydgoszczy) – polski działacz polityczny, poseł na Sejm I, II i III kadencji (1922–1935), do Krajowej Rady Narodowej (1946–1947) i na Sejm Ustawodawczy (1947–1952). 

## Życiorys
Urodził się w rodzinie Gustawa i Rozalii z Królikowskich. W 1907 ukończył gimnazjum w Warszawie. Odbył dwa semestry studiów medycznych. W 1911 ukończył studia etnograficzne na Uniwersytecie Franciszkańskim we Lwowie. Podczas studiów pracował w redakcji „Zorzy” i „Życia”, współpracował też z innymi redakcjami. Opracowywał metodykę pieśni ludowych wraz z Bronisławem Piłsudskim. Zbierał melodie z Podhala, współzakładał też sekcję ludoznawstwa przy Towarzystwie Tatrzańskim w Zakopanem. Był pracownikiem Instytutu Solvaya w Brukseli, a także kustoszem polskiej ludoznawstwa Biblioteki Królewskiej. W 1916 był sekretarzem Centralnego Komitetu Obywatelskiego w Warszawie. Następnie, do 1918, był internowany przez Niemców. W 1918 został kierownikiem Wydziału Oświaty i Kultury i sekretarz działu wydawnictw PMS. W latach 1919–1921 i 1935–1939 był radcą oświaty pozaszkolnej w MWRiOP, a od 1921 referentem Wydziału Oświaty Rolniczej Ministerstwa Rolnictwa.
Od 1919 był działaczem PSL „Wyzwolenie” (od 1926 do 1931 zasiadał w zarządzie głównym) i następnie Stronnictwa Ludowego (do 1933 sekretarzem, a następnie do 1935 członkiem rady naczelnej). W latach 1922–1935 sprawował mandat posła na Sejm I, II i III kadencji z listy „Wyzwolenia” i Centrolewu. Działał także w Centralnym Związku Młodzieży Wiejskiej (od 1919 do 1923 był jego wiceprezesem, a od 1925 do 1926 prezesem), Centralnym Związku Kółek Rolniczych oraz w Towarzystwach Naukowych w Poznaniu i Warszawie. W sierpniu 1935 wystąpił z SL, protestując przeciw bojkotowi wyborów do Sejmu. Podczas II wojny światowej związany był z partyzancką grupą „Świt”.
W 1945 przystąpił do prokomunistycznego SL (od 1946 zasiadał w radzie naczelnej partii). W kwietniu 1946 objął mandat deputowanego do Krajowej Rady Narodowej z rekomendacji Wojewódzkiej Rady Narodowej w Bydgoszczy, który sprawował do stycznia 1947. W tymże okresie został rekomendowany do Sejmu Ustawodawczego przez władze Stronnictwa Ludowego. Był posłem z okręgu Gdynia. Zasiadał w Komisjach Skarbowo-Budżetowej, Wojskowej oraz Specjalnej do opracowania Regulaminu obrad Sejmu. Za swą działalność w okresie międzywojennym został w październiku 1949 wykluczony ze Stronnictwa Ludowego. W latach 1945–1948 zasiadał w WRN i Zarządzie Wojewódzkim Związku „Samopomocy Chłopskiej” w Bydgoszczy.
Grób symboliczny na cmentarzu Wojskowym na Powązkach w Warszawie (kwatera D12-2-8).

## Ordery i odznaczenia
- Złoty Krzyż Zasługi (11 lipca 1946)[2]
- Krzyż Partyzancki
- Srebrny Wawrzyn Akademicki (4 listopada 1937)[3]